# Априлски събития в България (1925)
Априлските събития в България от 1925 година е наименование на репресиите над левите и опозиционни сили в страната, непосредствено след Атентата в църквата „Света Неделя“ от страна на правителството на Александър Цанков. Вечерта на 16 април в страната е обявено военно положение, което остава в сила до 24 октомври. По време на военното положение правителството предприема репресивни действия срещу комунистически активисти, анархисти и леви земеделци, известни като Априлски събития. Терминът „Бял терор“ е употребен за пръв път от Петко Д. Петков, за да бъдат означвени посочените масови арести, побои и убийства.

## Извършители
Физическите извършители са групи офицери, организирани в Трета секция към Министерство на войната, полицейски служители и някои дейци на Вътрешната македонска революционна организация. Тези от тях, подсъдими на процеса срещу генерал от пехотата Иван Вълков, през 1954 година твърдят, че са действали по негова заповед.

## Жертви
Според твърдението на българската марксическа историография в месеците след атентата тези групи отвличат, изтезават и убиват хиляди български граждани. Според българския историк Георги Марков броят на убитите през април 1925 година е около 400 – 450 души. След продължителна проучвателна работа Музеят на революционното движение в България издава книгата „Звезди във вековете“, където поименно и с кратка характеристика са описани жертвите на тези действия в периода 1923 – 1944 година. Дават се следните данни за загиналите за периода 1924 – 1926 г.:
- загинали в престрелки с полицията, осъдени на смърт след атентата в черквата „Света Неделя“, убити от военни или други органи за периода 1924 – 1926 г. – общо 503 души;
- загинали анархисти и членове на терористични чети и техни ятаци за периода 1924 – 1926 г. – общо 105 души;
- загинали от междуособиците в македонските оранизации и подкрепата на ВМРО към правителството за периода 1923 – 1926 г. – общо 76 души.[3]

Сред жертвите са политици от левицата, интелектуалци или редови привърженици на опозицията. За някои от убитите властите твърдят, че са застреляни при опит за бягство.
Жертви на априлските събития стават активисти на левицата, като Иван Манев, Александър Боримечков, Ана Маймункова, Жеко Димитров, Тодор Страшимиров, Димитър Грънчаров, Христо Косовски, Темелко Ненков, Николай Петрини, както и интелектуалците Гео Милев, Йосиф Хербст, Христо Ясенов, Сергей Румянцев.
В различни части на страната продължава дейността на антиправителствени терористични чети, сформирани предимно от комунисти, земеделци и анархисти. Сред ръководителите им са Митьо Ганев, Васил Попов – Героя и Тинко Симов. След екзекуцията на Борис Баев и Тодор Кацаров четата на Тинко Симов убива ловешкия околийски полицейски управител Николай Тифчев (Кърджи Осман). При друга нейна акция, още преди атентата в църквата „Света Неделя“, в прохода Арабаконак се прави неуспешен опит за покушение над цар Борис III. В крайна сметка повечето от четите са разгромени от правителствени войски или се изтеглят в съседни страни.

## Последици
След физическото унищожение на множество дейци на БКП през април 1925 година продължава вътрешната борба в партията по въпроса дали да се снеме курса към ново въстание срещу режима на Александър Цанков. В крайна сметка умереното крило, начело с Васил Коларов и Георги Димитров, надделява над ултралевите и на Московското съвещание през 1925 година и на Виенския пленум през 1926 г. курсът към въстание е окончателно снет.